# Flatenbadet
Flatenbadet (=Flaten fürdő) Stockholm legnagyobb szabadstrandja.
Flaten városrészben, az azonos nevű tó keleti partján fekszik. A Drevviken és az Ältasjön között fekvő tavat sokáig Stockholm egyik legtisztább tavának tekintették, de a 80-as évektől kezdve beindult némi eutorfizáció, és ennek következtében mind sűrűbb füzéres süllőhínár vegetáció él a vízben.
A fürdőt Paul Hedqvist építész tervezte. 1934. június 23-n avatták föl. 1200 méter strandszakasz és 18 000 m² (jobbára homokos-kavicsos) strandterület tartozik hozzá, 15 000 fürdővendégnek tud egyidejűleg helyet biztosítani. A belépés ingyenes. A bejárat mellett találhatók a (jelenleg használaton kívüli) kabinok és egy büfé. A vízben a stégeken kívül két ugrósánc is található.
A fürdő északi végén található a gyerekfürdő. 1935 és 1978 között különbuszok szállították a stockholmi gyerekeket a strandra.
A fürdőhelyektől délre szabad terület található, kempingezési lehetőséggel, valamint egy volt sportpálya.
A 401, 811 és 816 számú buszokkal lehet ide eljutni.